# Xã Burlington, Quận Licking, Ohio
Xã Burlington (tiếng Anh: Burlington Township) là một xã thuộc quận Licking, tiểu bang Ohio, Hoa Kỳ. Năm 2010, dân số của xã này là 1.223 người.